# Griscourt
Griscourt ist eine französische Gemeinde mit 138 Einwohnern (Stand: 1. Januar 2022) im Département Meurthe-et-Moselle in der Region Grand Est (vor 2016: Lothringen). Sie gehört zum Arrondissement Nancy (bis 2022: Arrondissement Toul) und ist Mitglied im Gemeindeverband Communauté de communes du Bassin de Pont-à-Mousson. Die Einwohner werden Griscourtois und Griscourtoises genannt.

## Geografie
Griscourt liegt etwa 20 Kilometer nordwestlich von Nancy und etwa 20 Kilometer nordöstlich von Toul im Regionalen Naturpark Lothringen. Umgeben wird Griscourt von den Nachbargemeinden Jezainville im Norden und Nordosten, Dieulouard im Osten, Villers-en-Haye im Süden sowie Gézoncourt im Westen.
Die Gemeinde liegt oberhalb einer Flussschlinge des Esch, einem Nebenfluss der Mosel. Der Landstrich nennt sich Petite Suisse Lorraine, weil die Landschaft an die der Schweiz erinnert. Etwa zwei Drittel der Fläche der Gemeinde werden landwirtschaftlich genutzt, etwa ein Drittel ist bewaldet (vor allem durch den Bois communal de Griscourt). Gézoncourt liegt fernab von größeren Verkehrsachsen. Die Route départementale D 106 verbindet die Gemeinde mit den Nachbargemeinden Gézoncourt im Westen und Dieulouard im Osten, die Route départementale D 107 mit Jezainville im Norden.

## Bevölkerungsentwicklung

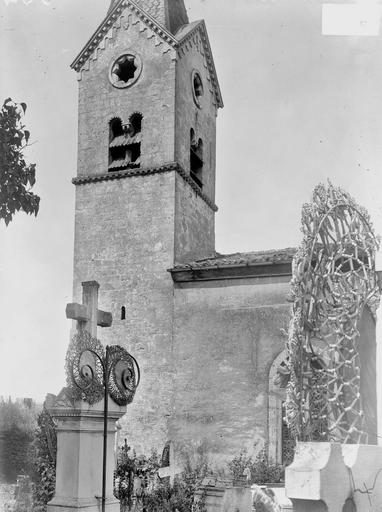
Kirche Saint-Martin 1914

| Jahr                       | 1962 | 1968 | 1975 | 1982 | 1990 | 1999 | 2006 | 2019 |
| Einwohner                  | 123  | 112  | 96   | 99   | 102  | 119  | 119  | 137  |
| Quellen: Cassini und INSEE |      |      |      |      |      |      |      |      |

## Sehenswürdigkeiten
- Kirche Saint-Martin aus dem 19. Jahrhundert (Pietà als Monument historique geschützt)